# Dirk Manzewski
Dirk Manzewski (* 11. Juli 1960 in Kiel) ist ein deutscher Richter und ehemaliger Politiker (parteilos, bis 2018 SPD). Von 1998 bis 2009 war er Abgeordneter des Bundestages.

## Leben und Beruf
Nach dem Abitur 1981 in Kiel begann Manzewski 1983 sein Studium der Rechtswissenschaft an der Christian-Albrechts-Universität Kiel. 1989 bestand er in Schleswig das erste, 1992 in Hamburg das zweite juristische Staatsexamen und trat im Landgerichtsbezirk Rostock in den höheren Justizdienst des Landes Mecklenburg-Vorpommern ein. Dort war er als Richter und Staatsanwalt tätig. Von April 1998 an war er auf Lebenszeit ernannter Richter am Landgericht Rostock. Nach Unterbrechung durch Wahl in den Deutschen Bundestag nahm Manzewski im November 2009 seine berufliche Tätigkeit als Richter am Landgericht Rostock wieder auf. Im Juni 2011 wurde er mit dem Aufbau des Landesamtes für ambulante Straffälligenarbeit Mecklenburg-Vorpommern (LaStar) in Rostock beauftragt, dessen Leitung er bis 2017 innehatte. Seit 2017 ist er als Richter am Oberlandesgericht Rostock tätig.
Dirk Manzewski ist verheiratet und hat eine Tochter.

## Partei
1982 trat Manzewski in die SPD ein. Nach seinem Umzug nach Mecklenburg-Vorpommern engagierte er sich zunehmend in der Parteiarbeit, insbesondere im Aufbau parteilicher Strukturen auf kommunaler Ebene. So war er Mitbegründer eines SPD-Ortsvereins und bis 1998 dessen Vorsitzender sowie stellvertretender Vorsitzender des früheren SPD-Kreisverbandes Bad Doberan. Ende 2018 trat Manzewski aus der SPD aus.

## Abgeordneter
Von Oktober 1998 bis September 2009 war er in der 14., 15. und 16. Wahlperiode Mitglied des Deutschen Bundestages und dort ab Oktober 2002 stellvertretender rechtspolitischer Sprecher der SPD-Bundestagsfraktion. Sein Arbeitsschwerpunkt lag im Bereich des Wirtschaftsrechts. So war er u. a. maßgeblich an den Reformen des Schuld-, des Mietrechts und des Urheberrechts beteiligt. Er war Mitglied des Unterausschusses Europarecht. In der 16. Legislaturperiode war er zudem ab November 2005 Sprecher der Landesgruppe Mecklenburg-Vorpommern in der SPD-Bundestagsfraktion.
Manzewski war Mitglied des Untersuchungsausschusses zur Aufklärung der CDU-Spendenaffäre.
Dirk Manzewski war ab 1998 direkt gewählter Abgeordneter des damaligen Wahlkreises Rostock-Land – Ribnitz-Damgarten – Teterow – Malchin und ab 2002 des Wahlkreises Bad Doberan – Güstrow – Müritz.